# 松居久次郎
松居 久次郎（まつい きゅうじろう、元和5年（1619年） - 貞享元年8月7日（1684年9月16日））は、江戸時代前期の近江商人、松居久右衛門家の初代。

## 生涯
松居久次郎は近江国神崎郡位田村（現滋賀県東近江市五個荘竜田町）の農家久助の長男として誕生した。長じて松居久右衛門と称した。
久次郎には行商を行うに於いて、以下の逸話が伝えられている。
久次郎は一生懸命に農耕に従事してきたが、収入少なく一家の将来に不安を覚えていた。そこで妻を実家に預け、江戸の商店に奉公に出、商家としての立身することを決意した。明日出発しようとした夜、夢に村の氏神が現れ『お前は江戸での奉公を考えているようだが、甚だ不謹慎である。江戸へ行って働こうとの決心があれば、その心をもってこの地で農耕に励み、その余暇に土地の産物を商へ。』と告げられた。翌朝村の氏神様へいったところ、開くはずがない神殿の扉が少し開いていることに驚き、夢は当に氏神様の御宣託と理解して、江戸への奉公を取り止めた。
そこで久次郎は家に戻り、寛文4年9月16日（1664年11月3日）家で採れた籾1俵を銭一貫に替え、その金で編み笠を求めて播州方面へ行商に出た。鏡山と守山宿の間、野洲郡小堤村（現野洲市小堤）を通りかかった路上で73両の大金が入った財布を拾い、前後にそれらしき人がいなかったので、天秤棒に財布をぶらさげ道を進んだところ、前方から慌てふためいて戻って来る僧侶に出会った。
僧は播州赤穂神宮寺の俊恵と言う僧で、多賀神社に参詣した帰り財布を落としたとのことであった。久次郎が財布を示したところ『これぞ仏の加護なり』と三拝九拝し、財布の中から10両をお礼として久次郎に差し出した。久次郎は拾ったものを落とし主に帰すのは当然のことで、お礼はいらないと固辞し、一切受け取らなった。これが商い始めの第一日目であったが、この話は人づてに広まり、久次郎は『正直な近江の商人』としての信頼を得た。その後も正直・勤勉・質素・倹約を旨として精励した事から、資産を得、商売の基礎を固めると共に松居家の中興の祖となった。
晩年は慶心と号して家督を嫡子に譲り、度々高野山に参籠し、貞享元年8月7日（1684年9月16日）死去した。